# Аттеньян, Пьер
Пьер Аттенья́н (фр. Pierre Attaingnant или фр. Attaignant; ок. 1494, Дуэ — 1551/1552, Париж) — французский нотоиздатель.

## Биография
Не позднее 1514 года поселился в Париже, где около 1525 года занялся издательским делом. Изобрёл литеры, на каждой из которых имелся отрезок нотного стана и нотный знак. По своей экономичности технология Аттеньяна превзошла метод многократных оттисков, применявшийся Петруччи; вскоре она распространилась по всей Европе. Осуществлённый Аттеньяном технологический прорыв совпал с расцветом жанра шансон; Аттеньян первым стал печатать многоголосные песни (шансон) массовыми тиражами. Издавал также духовную музыку. В 1537 — 1547 был нотопечатником королевского двора. Издания Аттеньяна выполнены с необычайной для его времени тщательностью.
Считался композитором позднего Средневековья. Хотя для большей части опубликованных им произведений он был лишь редактором.
Музыка Пьера Аттеньяна хорошо известна среди любителей Средневековой музыки и неоднократно исполнялась / исполняется и издавалась во всём мире. 
Стоит отметить две пластинки, на которых записаны и его произведения, выпущенные в 1981 ("Франция. Светская музыка XVI века") и 1983 году в СССР, исполнитель: 
Ансамбль Средневековой музыки из Эстонии "Hortus Musicus" (лат. "Сад музыки").